# CF Andorinha
A Clube de Futebol Andorinha de Santo António (rövidítve CF Andorinha) egy portugál labdarúgóklub, amelynek székhelye a funchali Santo Antónióban, Madeira szigetén található.

## Háttér
A CF Andorinha jelenleg (2021) a Terceira Divisão Série Madeira ligában játszik, amely a portugál futball ötödik osztálya. A klubot 1925. május 6-án alapították, és hazai mérkőzéseiket a Funchali Santo António Estádio Do Andorinha stadionban játsszák.
A 2008/2009-es szezon végéig a CF Andorinha csak az ötödosztályban (Distritais) szerepelt Madeirán, de a bajnokság szerkezetátalakítását követően az AF Madeira 1ª Divisão klubjai 2009–10-ben a Terceira Divisão (harmadosztály) részévé váltak. 
Miután az első szakasz végén a második helyen végzett, az Andorinha megnyerte a Promotion Groupot, és  2010/11-re bejutottak a Segunda Divisão Série Norte ligába Nelson Calaça e Duarte Santos menedzser-edző ottléte alatt. Bár az első szezonjuk a másodosztályban rövidnek bizonyult, és a szezon végén kiestek, óriási eredmény volt a klub számára, hogy először lépett fel a pályára főbb klubok ellen a portugál harmadik szinten.
A klubban sok ígéretes fiatal játékos játszott, köztük Cristiano Ronaldo. Partnerségben álltak az FC Porto Dragon Force iskolával 2012 és 2014 között Nelson Rosado menedzser vezetésével. A klub az Associação de Futebol da Madeira tagja, és szerepelt az AF Madeira Taça bajnokságban. A klub néhány alkalommal részt vett a Taça de Portugal néven ismert országos kupában is.

## Eredmények
- 2009–10: Terceira Divisão – Serie Madeira: 1. hely
- 2007–08: AF Madeira bajnokság: 1. hely
- 1985–86: AF Madeira kupa: 1. hely